# 기하 평균

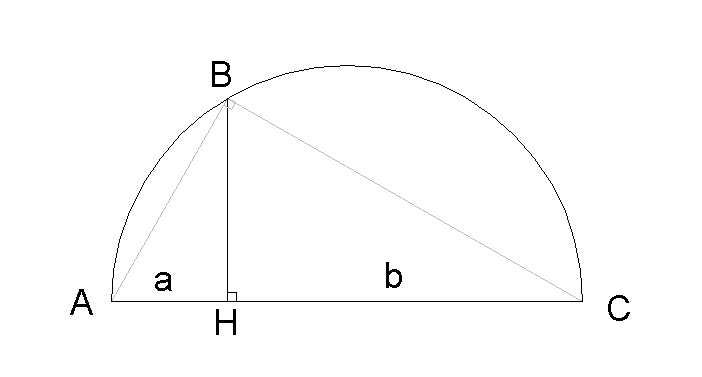

기하 평균(幾何平均, geometric mean)은 n개의 양수 값을 모두 곱한 것의 n제곱근이며, 어떤 지표의 평균 성장률 (예: 대한민국의 연평균성장률, 대한민국의 연평균부채증가율)을 계산할 때 주로 사용된다. 간단한 예를 들면, 3이 6으로 바뀌면 2배로 증가한 것이고, 6이 48로 바뀌면 8배로 증가한 것인데 (3 --> 6 --> 48) 이러한 증가의 기하평균은 {\displaystyle {\sqrt {2\times 8}}=4}이며 이걸 초기값인 3에 두번 곱하면 (즉 수가 한번 증가할 때마다 평균적으로 4배씩 증가했다고 하면) 본래 얻었던 최종값인 3 × 42 = 48이 나온다
만약 평균성장률을 산술평균으로 구하면 {\displaystyle {\frac {2+8}{2}}=5} 이 되어서 이걸 초기값인 3에 곱하면 3 × 52 = 75 가 나와서 얻어야 하는 최종값과 다른 결과가 나온다.

## 정의
집합 {\displaystyle \{a_{1},a_{2},\cdots ,a_{n}\}}의 기하 평균은 다음과 같다.
{\displaystyle \left(\prod _{i=1}^{n}a_{i}\right)^{1/n}=(a_{1}\cdot a_{2}\dotsb a_{n})^{1/n}={\sqrt[{n}]{a_{1}\cdot a_{2}\dotsb a_{n}}}}
어떤 초기값 {\displaystyle \alpha } 에 집합의 요소들을 각각 곱하면 {\displaystyle \alpha \times (a_{1}\times a_{2}\times \cdots \times a_{n})} 이 되는데 이건 {\displaystyle \alpha } 에 집합의 기하평균을 집합 요소의 개수만큼 곱한 것과 같다. 즉, {\displaystyle \alpha \times ({\sqrt[{n}]{a_{1}\cdot a_{2}\dotsb a_{n}}})^{n}=\alpha \times (a_{1}\times a_{2}\times \cdots \times a_{n})}.
어떤 숫자들의 기하 평균은 그 숫자들의 산술 평균보다 언제나 작거나 같으며, 특히 모든 숫자가 같을 경우에 두 평균이 같아진다.
기하 평균은 산술 조화 평균이기도 하다. 두 수열 (an)과 (hn)을 다음과 같이 정의했을 때,
{\displaystyle a_{n+1}={\frac {a_{n}+h_{n}}{2}},\quad a_{1}={\frac {x+y}{2}}}
{\displaystyle h_{n+1}={\frac {2}{{\frac {1}{a_{n}}}+{\frac {1}{h_{n}}}}},\quad h_{1}={\frac {2}{{\frac {1}{x}}+{\frac {1}{y}}}}}
an과 hn은 모두 x와 y의 기하 평균으로 수렴한다.

## 로그의 산술평균과의 관련
로그 항등식을 사용해서 기하평균 공식을 변환시키면, 곱셈을 덧셈으로, 제곱을 곱셈으로 바꿔서 다음과 같은 공식을 만들 수 있다.
{\displaystyle \left(\prod _{i=1}^{n}a_{i}\right)^{1/n}=\exp \left[{\frac {1}{n}}\sum _{i=1}^{n}\ln a_{i}\right]}
즉, 어떤 숫자들의 기하평균은 그 숫자들의 로그값에 대해 산술평균을 구한 뒤 지수 함수를 취한 것과 같다. 다른 말로 하면, 기하 평균은 f(n) = ln x일 때의 일반화된 f-평균이다.

## 기하평균의 필요성
곱셈으로 계산하는 값에서의 평균을 계산하고자 할 때 산술 평균이 아닌 기하 평균을 사용한다. 예를 들어, 어떤 값이 처음에 1,000이고, 첫 해에 10% 증가하고, 그 다음 해에 20% 증가하고, 그 다음 해에 15% 감소했다고 할 때 결과값은 처음의 값 1,000에 1.1, 1.2, 0.85 을 곱한 값인 1,000 × (1.1 × 1.2 × 0.85) = 1,122 가 된다. 1.1, 1.2, 0.85의 기하평균은 (1.1 × 1.2 × 0.85)1/3 = 1.0391...이므로, 3년 동안 평균 3.91%씩 증가한 셈이고 1,000 × (1.1 × 1.2 × 0.85) = 1,000 × (1.0391)3 = 1,122이다.

## 같이 보기
- 평균1
- 평균2
- 산술 평균
- 조화 평균
- 산술기하평균